# Primula tosaensis
Espèce
Primula tosaensis est une espèce de plantes à fleurs de la famille des Primulacées originaire du Japon.